# 不思議遊星歯車機構

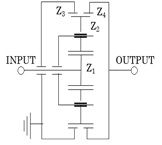
不思議遊星歯車減速機の例

不思議遊星歯車機構（ふしぎゆうせいはぐるまきこう）とは、1つの軸に取り付けられた歯数の異なる2つの歯車に転位歯車を用いることで、共通の歯車にかみ合わせて、高い減速率を得ることができる差動歯車機構のこと。高い減速比が得られることから、小型化に適している、部品点数が少なく低価格である、という特長を持つ。
このときの減速比 mは次式となる。
{\displaystyle m={\frac {z_{4}(z_{3}+z_{1})}{z_{1}(z_{4}-z_{3})}}}
例えば、z1=18, z2=21, z3=57, z4=60とした場合の減速比は次の通り。
{\displaystyle m={\frac {z_{4}(z_{3}+z_{1})}{z_{1}(z_{4}-z_{3})}}=83.333}

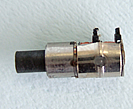
Φ4.3 減速機

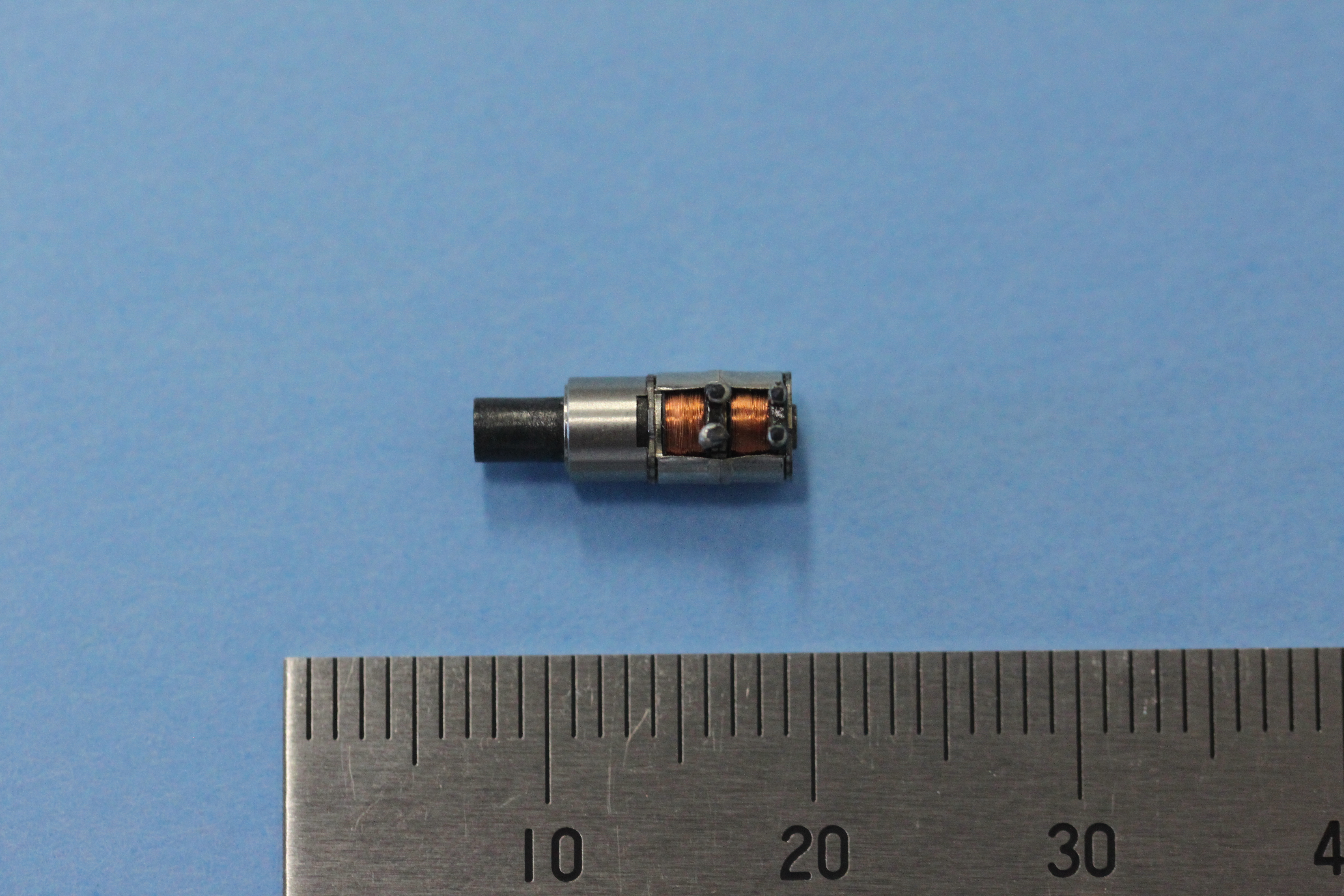
Φ4.3 減速機 定規比較

小型の応用例として、プラスチック歯車を用いたφ4.3×L3 mmサイズで減速比79.2の超小型不思議歯車減速機が実用化されている。